# Микоризные грибы и почвенное хранилище углерода
Хранение углерода в почве является важной функцией наземных экосистем. Почва содержит больше углерода, чем растения и атмосфера вместе взятые. Понимание того, что поддерживает накопление углерода в почве, важно для понимания текущего распределения углерода на Земле и того, как оно будет реагировать на изменения окружающей среды. Несмотря на то, что было проведено много исследований о том, как растения, свободноживущие микробные разложители и минералы почвы влияют на этот запас углерода, в последнее время выясняется, что микоризные грибы - симбиотические грибы, которые связаны с корнями почти всех живых растений - также могут играть важную роль в поддержании этого пула. Измерения распределения углерода растений микоризными грибами оцениваются в 5—20 % от общего поглощения углерода растениями, а в некоторых экосистемах биомасса грибов микоризы может быть сопоставима с биомассой тонких корней. Недавние исследования показали, что микоризные грибы содержат от 50 до 70 процентов общего углерода, хранящегося в опавших листьях и почве на лесных островах Швеции. Считается, что оборот микоризной биомассы в пул углерода в почве происходит быстро и в некоторых экосистемах было показано, что он является основным путем, по которому живой углерод попадает в пул углерода в почве.
Ниже приводятся основные данные о том, как различные аспекты микоризных грибов могут изменять разложение и хранение углерода в почве.  Доказательства представлены для грибов арбускулярной и эктомикоризной по отдельности, так как они филогенетически различны и часто функционируют по-разному.

## Рецидив микоризных тканей
Исходя из величины вклада микоризных грибов в пул углерода в почве, некоторые предположили, что изменение в пересчете биомассы микоризы может иметь важное значение для прогнозирования накопления углерода в почве, так как это повлияет на скорость, с которой вклад микоризных грибов в углерод почвы возвращается в атмосферу. Было обнаружено, что сложный гломалин, продуцируемый только грибами арбускулярной микоризы, накапливается в некоторых почвах и может составлять существенную долю углеродного пула почвы в этих экосистемах. Однако недавняя серия экспериментов демонстрирует, что присутствие грибов арбускулярной микоризы приводит к чистым потерям углерода в почве, ставя под сомнение роль гломалина, продуцируемого грибами арбускулярной микоризы, что приводит к увеличению накопления углерода в почве. Протеомная работа показала, что большинство белков, выделенных при экстракции гломалина, не имеют микоризного происхождения, и, следовательно, вклад этой молекулы в хранение углерода в почве, вероятно, был переоценен.
Используя аналогичную аргументацию, Langley and Hungate (2003) утверждали, что обилие хитина в эктомикоризных тканях может снизить скорость разложения этих грибов, если предположить, что хитин непоколебим. Эта возможность была проверена и опровергнута недавно. Fernandez and Koide (2012) показывают, что хитин не разлагается медленнее, чем другие химические соединения в эктомикоризных тканях, и что концентрации хитина не отрицательно, а положительно коррелируют со скоростями разложения биомассы микоризы.

## Влияние на разложение тонких корней
Микоризные грибы представляют собой богатые питательными веществами структуры по сравнению с колонизируемыми ими корнями, и вполне возможно, что микоризная колонизация корней приводит к увеличению скорости разложения корней, потому что у разложителей будет больший доступ к питательным веществам. Доказательства двусмысленны в этом отношении, так как эктомикоризная колонизация действительно увеличивает частоту разложения тонких корней по сравнению с неколонизированными корнями в некоторых экосистемах, то время как корни Сосны съедобной, колонизированные преимущественно эктомикоризными грибами из группы Аскомицетов, распадаются медленнее, чем неколонизированные управления.
В эксперименте, в котором было проверено влияние колонизации арбускулярной микоризы на разложение растений, было обнаружено, что только надземный растительный материал разлагался быстрее через 3 месяца, в то время как разложение корня оставалось неизменным, хотя грибы арбускулярной микоризы ограничены корнями.

## Влияние на агрегацию почвы
Агрегация почвы может физически защитить органический углерод от разложения почвенными микробами. Большее образование агрегатов может привести к увеличению накопления углерода в почве. Существует много доказательств того, что грибы арбускулярной микоризы увеличивают образование агрегатов в почве, и что образование агрегатов может быть опосредовано арбускулярным микоризным белком гломалином. Поэтому, даже если сам гломалин не является исключительно непроницаемым и химически устойчивым к разложению (как описано выше), он все же может способствовать накоплению углерода в почве, физически защищая другие органические вещества от разложения, способствуя агрегации почвы. Мало информации о роли эктомикоризных грибов в стабильности агрегатов почвы. Существуют отдельные примеры того, как эктомикоризные грибы увеличивают агрегацию в мешках с песком в росте, обычно используемых для улавливания этих грибов, но в настоящее время нет доказательств того, что они способствуют образованию или стабильности агрегатов в полевых почвах.

## Стимуляция разложения (грунтовка)
Было показано, что грибы арбускулярной микоризы усиливают разложение углерода в почве в богатых питательными веществами участках. Поскольку считается, что арбускулярные микоризные грибы не способны продуцировать ферменты для катализа этого разложения обычно считается, что они стимулируют свободноживущие сообщества разложителя к повышению активности путем выделения лабильных энергетических субстратов, процесс, называемый праймированием (грунтовкой). Недавние лабораторные эксперименты показали, что присутствие грибов арбускулярной микоризы увеличивает потери углерода в почве по сравнению с почвами, где грибы арбускулярной микоризы исключаются, и что разница выше при повышенном содержании СО2, когда количество грибов арбускулярной микоризы больше.  Доказательства эктомикоризной инициации пока неубедительны. Полевые данные свидетельствуют о том, что эктомикоризные грибы могут увеличивать скорость деградации углерода в почве, однако лабораторные тесты показывают, что экссудация из тонких корней уменьшается с увеличением колонизации эктомикоризной, что говорит о том, что обилие эктомикоризных грибов должно снижать эффекты праймирования. Brzostek et al. (2012) сообщают об изменениях в форме азота, образующегося в ризосфере деревьев, которые различаются по типу микоризы, однако влияние корневого и микоризного праймирования не может быть разделено.

## Ингибирование разложения
Первое сообщение о микоризном торможении разложения было в 1971 году и пришло с плантаций эктомикоризы Сосны лучистой в Новой Зеландии.  Авторы показывают, что исключение корней и грибов микоризы приводило к чистой потере углерода, и что результат не может быть объяснен эффектами нарушения почвы. Представленный механизм заключается в том, что эктомикоризные грибы могут конкурировать со свободноживущими разложителями за питательные вещества и тем самым ограничивать скорость полного разложения. С тех пор было несколько других сообщений о том, что эктомикоризные грибы снижают активность и скорость разложения свободно живущими разложителями и, тем самым, увеличивают накопление углерода в почве. Теоретическая модель экосистемы недавно продемонстрировала, что более широкий доступ к органическому азоту микоризными грибами должен замедлять разложение углерода в почве свободноживущими разложителями, вызывая ограничение питательных веществ. Однако следует отметить, что Коиде и Ву (2003) убедительно доказали, что влияние эктомикоризных грибов на уменьшение разложения может в большей степени зависеть от конкуренции за почвенную воду, чем за питательные вещества почвы.
Вполне возможно, что грибы арбускулярной микоризы могут превосходить свободно живущих разложителей либо для воды, либо для питательных веществ в некоторых системах, однако до настоящего времени нет доказательств этого, и кажется, что грибы арбускулярной микоризы могут чаще увеличивать, чем уменьшать скорость разложения свободноживущими микробными разложителями.

## Дальнейшее изучение
Дальнейшее изучение роли арбускулярных и эктомикоризных грибов в накоплении и разложении углерода в почве можно найти в Zhu and Miller 2003  и Ekblad et al. 2013,  соответственно.

## Рекомендации
1. ↑  Tarnocai et al. 2009. Soil organic carbon pools in the northern circumpolar permafrost region. Global Biogeochemical Cycles, 23(2) doi: 10.1029/2008GB003327
2. ↑  Pearson JN and Jakobsen I. 1993. The relative contribution of hyphae and roots to phosphorus uptake by arbuscular mycorrhizal plants, measured by dual labeling with 32P and 33P. New Phytologist, 124: 489-494.
3. ↑  Hobbie JE and Hobbie EA. 2006. 15N in symbiotic fungi and plants estimates nitrogen and carbon flux rates in arctic tundra. Ecology, 87: 816-822
4. ↑  Wallander H, Goransson H and Rosengren U. Production, standing biomass and natural abundance of 15N and 13C in ectomycorrhizal mycelia collected at different soil depths in two forest types. Oecologia, 139: 89-97.
5. ↑  K.E. Clemmensen et al. 2013. Roots and associated fungi drive long-term carbon sequestration in boreal forest. Science, 339: 1615-1618.
6. ↑  Staddon et al. 2003. Rapid turnover of hyphae of mycorrhizal fungi determined by AMS microanalysis of 14C. Science, 300: 1138-1140.
7. ↑  Godbold DL et al. 2006. Mycorrhizal hyphal turnover as a dominant process for carbon input into soil organic matter. Plant and Soil, 281: 15-24.
8. 1 2  Langley JA and Hungate BA. 2003. Mycorrhizal controls on belowground litter quality. Ecology, 84: 2302-2312.
9. ↑  Rillig et al. 2001. Large contribution of arbuscular mycorrhizal fungi to soil carbon pools in tropical forest soils. Plant and Soil, 233: 167-177.
10. 1 2 3  Cheng et al. 2012 Arbuscular mycorrhizal fungi increase organic carbon decomposition under elevated CO2. Science, 337: 1084-1087.
11. ↑  Verbruggen et al. 2013. Arbuscular mycorrhizal fungi – short-term liability but long-term benefits for soil carbon storage? New Phytologist, 197: 366-368.
12. ↑  Gillespie, Adam W., et al. "Glomalin-related soil protein contains non-mycorrhizal-related heat-stable proteins, lipids and humic materials." Soil Biology and Biochemistry 43.4 (2011): 766-777.
13. ↑  Fernandez CW and Koide RT. 2012. The role of chitin in the decomposition of ectomycorrhizal fungal litter. Ecology, 93: 24-28.
14. ↑  Koide RT, Fernandez CW and Peoples MS. 2011. Can ectomycorrhizal colonization of Pinus resinosa roots affect their decomposition? New Phytologist, 191: 508-514
15. ↑  Langley JA, Champman SK and Hungate BA. Ectomycorrhizal colonization slows root decomposition: the post-mortem fungal legacy. Ecology Letters, 9: 955-959
16. ↑  Urcelay C, Vaieretti MV, Pérez M, Díaz S. 2011. Effects of arbuscular mycorrhizal colonisation on shoot and root decomposition of different plant species and species mixtures. Soil Biology and Biochemistry 43: 466–468
17. ↑  Jastrow, J.D., and R.M. Miller. 1998. Soil aggregate stabilization and carbon sequestration: Feedbacks through organomineral associations, pp. 207-223. In R. Lal, J.M. Kimble, R.F. Follett, and B.A. Stewart (eds.) Soil Processes and the Carbon Cycle. CRC Press LLC, Boca Raton, FL.
18. ↑  Wilson, Gail WT, et al. Soil aggregation and carbon sequestration are tightly correlated with the abundance of arbuscular mycorrhizal fungi: results from long‐term field experiments. Ecology Letters 12.5 (2009): 452-461.
19. ↑  Wallander H, Nilsson LO, Hagerberg D and Baath E. 2001. Estimation of the biomass and seasonal growth of external mycelium of ectomycorrhizal fungi in the field. New Phytologist, 151: 753-760.
20. 1 2  Hodge, Angela, Colin D. Campbell, and Alastair H. Fitter. 2001 An arbuscular mycorrhizal fungus accelerates decomposition and acquires nitrogen directly from organic material. Nature, 413: 297-299.
21. ↑  Read DJ and Perez-Moreno J. 2003. Mycorrhizas and nutrient cycling in ecosystems – a journey towards relevance? New Phytologist, 157: 475-492
22. ↑  Phillips RP et al. 2012. Roots and fungi accelerate carbon and nitrogen cycling in forests exposed to elevated CO2. Ecology Letters, 15: 1042-1049.
23. ↑  Meier, Ina C., Peter G. Avis, and Richard P. Phillips. Fungal communities influence root exudation rates in pine seedlings. FEMS microbiology ecology 83.3 (2013): 585-595.
24. ↑  Edward, R. Brzostek, Danilo Dragoni, and Richard P. Phillips. "Root carbon inputs to the rhizosphere stimulate extracellular enzyme activity and increase nitrogen availability in temperate forest soils." 97th ESA Annual Meeting. 2012.
25. ↑  Gadgil, Ruth L., and P. D. Gadgil. Mycorrhiza and litter decomposition. (1971): 133.
26. ↑  Berg B and Lindberg T. 1980. Is litter decomposition retarded in the presence of mycorrhizal roots in forest soil? Internal Report- Swedish Coniferous Forest Project, ISBN 91-7544-095-4
27. ↑  Lindahl BD, de Boer W and Finlay RD. 2010. Disruption of root carbon transport into forest humus stimulates fungal opportunists at the expense of mycorrhizal fungi. The ISME Journal, 4: 872-881.
28. ↑  McGuire KL et al. 2010. Slowed decomposition is biotically mediated in an ectomycorrhizal, tropical rain forest. Oecologia, 164: 785-795.
29. ↑  Orwin KH et al. Organic nutrient uptake by mycorrhizal fungi enhances ecosystem carbon storage: a model based assessment. Ecology Letters, 14: 493-502.
30. ↑  Koide RT and Wu T. 2003. Ectomycorrhizas and retarded decomposition in a Pinus resinosa plantation. New Phytologist, 158: 401-407.
31. ↑  Zhu YG and Miller RM. 2003. Carbon cycling by arbuscular mycorrhizal fungi in soil-plant systems. Trends in Plant Science, 8: 407-409.
32. ↑  Ekblad et al. 2013. The production and turnover of extrametrical mycelium of ectomycorrhizal fungi in forest soils: role in carbon cycling. Plant and Soil, 366: 1-27.